# Klynnetåg
Klynnetåg (Juncus trifidus) är en växtart i familjen tågväxter. 